# Xolotl

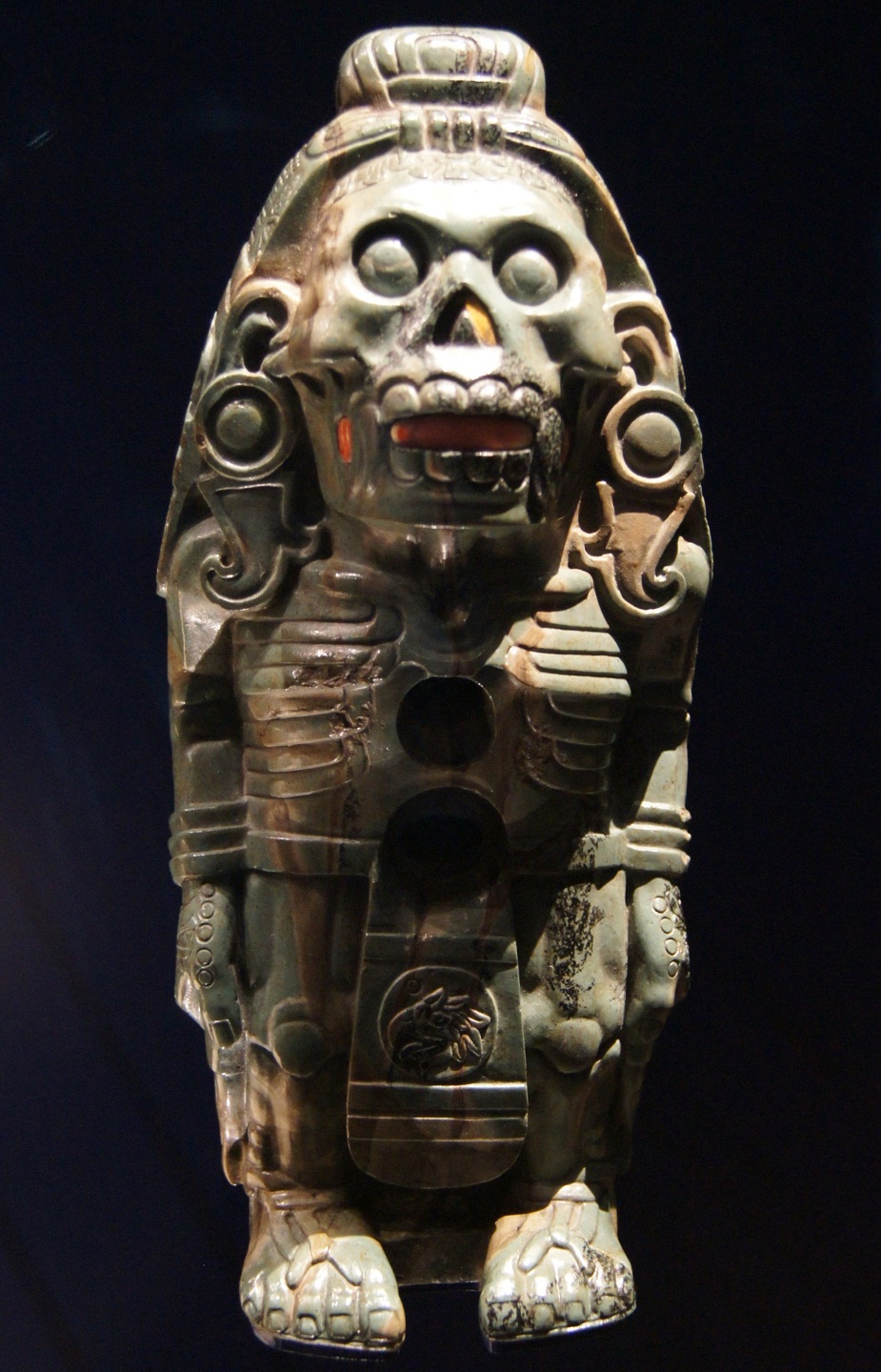
Xolotl, Jadeskulptur des Gottes (vor 1521), aus der Kunstkammer der württembergischen Herzöge (Landesmuseum Württemberg)

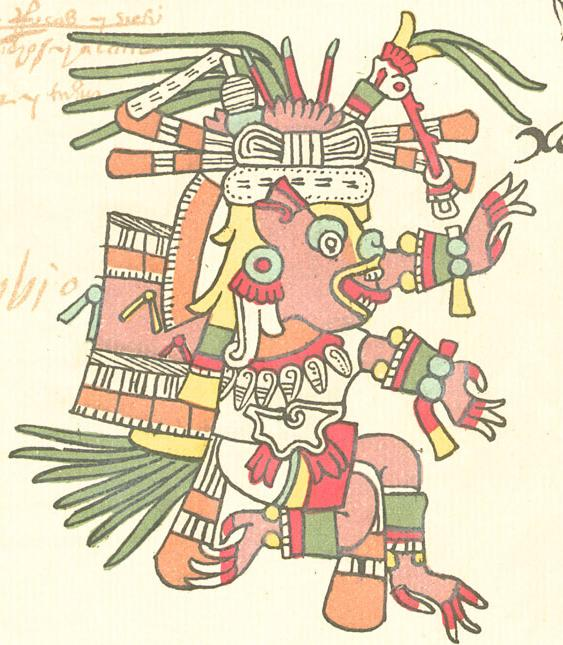
Xolotl dargestellt im Kodex Telleriano-Remensis

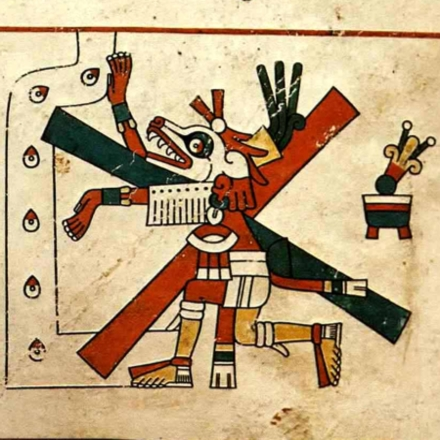
Xolotl dargestellt im Kodex Fejervary-Mayer

Xolotl war sowohl in der aztekischen Götterwelt als auch in der toltekischen der dunkle Zwillingsbruder Quetzalcoatls. Xolotl und Quetzalcoatl waren die Söhne der Jungfrau Coatlicue.

## Aufgaben und Aussehen
Xolotl oder Xōlōtl steht in der Nahuatl-Sprache zum einen für „Diener“, „Page“, „Narr“, „Harlekin“ oder auch Federn eines bestimmten Vogels, zum anderen für „Monstrum“, „Ungeheuer“.
Xolotl war der Gott des Blitzes, des Todes und des Unglücks. Er war der Herr des Abendsterns und damit der dunklen Seite der Venus. Er war der Gott der Unterwelt, der Beschützer der Zwillinge und der Bewahrer des aztekischen Ballspiels Ulama. Zuweilen wurde er mit Xocotl gleichgesetzt, dem Herrn der Sterne und des Feuers. In Mictlan half er den Verstorbenen bei ihrer Reise durch das Jenseits, so wie er nachts die Sonne auf ihrem gefährlichen Weg durch die Unterwelt begleitete.
Xolotl wurde oft als Skelett dargestellt oder als monströs verzerrte Gestalt mit einem Hundekopf (xolotl heißt auf Nahuatl auch „Ungeheuer“) und verdrehten Füßen. Manchmal ist er bucklig, trägt als Zeichen der Zerstörungskraft eine Axt in der Hand und eine Sonnenscheibe auf dem Rücken.

## Namensverwandtschaften
Der Name des Axolotls (Nahuatl: axólotl < a-tl + xólo-tl, Wassermonster), eines mittelamerikanischen Lurches, wird von der aztekischen Mythologie mit Xolotl in Verbindung gebracht. Als nämlich Götter geopfert werden sollten um die fünfte Sonne in Bewegung zu setzen hatte sich Xolotl versteckt, um dem Tode zu entgehen. Zunächst verwandelte er sich in eine Agavenpflanze der Spezies mexolotl, dann in andere monströse Dinge und zuletzt in einen Axolotl.
Xoloitzcuintle (Nahuatl: xóloitzcuintli < xólo-tl + itzcuin-tli, monströser Hund) schließlich ist der Name einer mexikanischen haarlosen Hunderasse. Die Rasse war schon in vorkolumbianischer Zeit bekannt. Die Namensverwandtschaft Xolotls mit der Hunderasse verweist auf die mythische Vorstellung der Azteken, dass jeder Verstorbene bei seinem Weg durch die Unterwelt von einem Hund dieser Rasse begleitet wurde. Trotz der wichtigen Stellung der Hunde innerhalb des spirituellen Weltbilds der Azteken diente sein Fleisch vielen Völkern des vorspanischen Mittelamerika auch als Nahrungsquelle.

## Verwendung in Populärkultur
- In dem Videospiel Lara Croft and the Guardian of Light tritt Xolotl in der Handlung als Hauptantagonist auf, den Lara Croft letztlich besiegen muss.

## Belege
1. ↑  Xolo o Xolotl s.: Paje, sirviente, doméstico, esclavo. Rémi Siméon: Diccionario de la lengua náhuatl o mexicana. Siglo Veintiuno, América Nuestra. 17. ed. en esp., Ciudad de México 2004. S. 778. (Orig. en francés 1885: Diccionnaire de la langue nahuatl ou mexicaine). ISBN 968-23-0573-X
2. ↑  Diccionario Aulex Náhuatl - Español: Xolotl: paje m, payaso m, arlequín m, bufón m
3. ↑  Xolotl s.: Nombre de las plumas de los loros llamados toznene (Sah.). Rémi Siméon 2004, S. 778.
4. ↑  Eutiquio Gerónimo Sánchez Eutiquio Gerónimo Sánchez, Ezequiel Jimenez Romero Ezequiel Jimenez Romero, Ramón Tepole González Ramón Tepole González, Andrés Hasler Hangert Andrés Hasler Hangert, Aquiles Quiahua Macuixtle Aquiles Quiahua Macuixtle, Jorge Luis Hernandez: Xochitlahtolli: Tlahtolnechikolli - Diccionario: Nawatl Moderno - Español de la Sierra de Zongolica Veracruz. Xolotl s. – Monstruo. S. 128.
5. ↑  Heike Owusu: Symbole der Inka, Maya und Azteken, Seite 221